# Scott Haskin
Scott Russell Haskin (Riverside, 19 settembre 1970) è un ex cestista statunitense, professionista nella NBA.

## Carriera
È stato selezionato dagli Indiana Pacers al primo giro del Draft NBA 1993 (14ª scelta assoluta).